# Henricia spongiosa
Henricia spongiosa är en sjöstjärneart som först beskrevs av O. Fabricius 1780.  Henricia spongiosa ingår i släktet Henricia och familjen krullsjöstjärnor. Inga underarter finns listade i Catalogue of Life.